# Mezná (ort i Tjeckien, Södra Böhmen)
Mezná är en ort i Tjeckien.   Den ligger i regionen Södra Böhmen, i den centrala delen av landet, 100 km söder om huvudstaden Prag. Mezná ligger 444 meter över havet och antalet invånare är 106.
Terrängen runt Mezná är platt. Runt Mezná är det glesbefolkat, med 19 invånare per kvadratkilometer. Närmaste större samhälle är Jindřichův Hradec, 19,4 km sydost om Mezná. Omgivningarna runt Mezná är en mosaik av jordbruksmark och naturlig växtlighet.